# Owca bretońska

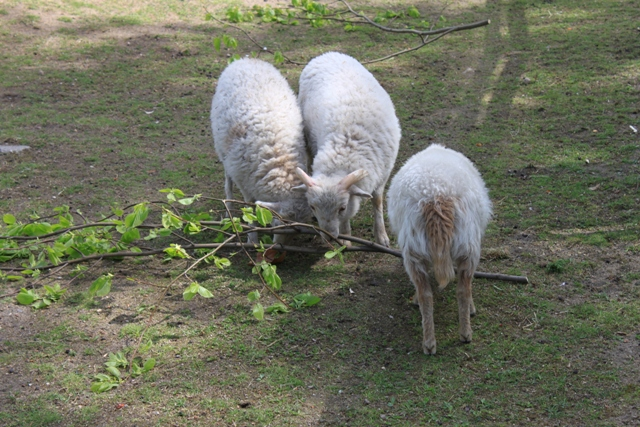
Stado owiec bretońskich w Starym Zoo w Poznaniu

Owca bretońska – rasa owcy domowej, dorastająca do wysokości 45 cm, co czyni je najmniejszą rasą owiec na świecie. Pochodzi z terenów północnej Francji. Występuje w trzech odmianach umaszczenia: czarnej, brązowej i białej. Rogi samca owcy bretońskiej posiadają podwójny skręt. W hodowli są łatwe w utrzymaniu i mało wymagające.